# Malcolm MacDonald
Malcolm John MacDonald (17. srpna 1901, Lossiemouth, Skotsko – 11. února 1981, Maidstone, Anglie) byl britský politik a koloniální administrátor, byl synem premiéra Ramsaye MacDonalda. Díky otcově vlivu se od mládí uplatňoval v politice, od roku 1929 byl poslancem Dolní sněmovny a v meziválečném období byl několikrát členem vlády, mimo jiné dvakrát ve funkci ministra kolonií (1935 a 1938–1940). Později zastával vysoké funkce ve správě britské koloniální říše v Americe, Asii a Africe. Svou kariéru završil postem generálního guvernéra v Keni (1963–1964).

## Životopis
Pocházel z početné rodiny labouristického politika Jamese Ramsaye MacDonalda (1866–1937), měl pět sourozenců. Stejně jako otec se narodil v městečku Lossiemouth ve Skotsku, studoval v Oxfordu a v roce 1929 se za Labouristickou stranu stal členem Dolní sněmovny. Díky otcově postavení od mládí požíval značného vlivu a brzy se uplatnil ve vysokých vládních funkcích. Roku 1931 labouristy opustil a spolu se svým otcem přešel k Národním labouristům. V letech 1931–1935 byl státním podsekretářem nově zřízeného ministerstva pro záležitosti dominií a v roce 1935 krátce ministrem kolonií, v roce 1935 byl zároveň jmenován členem Tajné rady. V Baldwinově vládě byl krátce ministrem kolonií (1935) a poté převzal ministerstvo dominií (1935–1938). Tuto funkci si udržel i v Chamberlainově vládě, poté byl znovu ministrem kolonií (1938–1940), od října 1938 do ledna 1939 zastával souběžně znovu i ministerstvo pro dominia. Do Churchillova válečného koaličního kabinetu byl povolán jako ministr zdravotnictví (1940–1941). Poté po dobu války pobýval jako vysoký komisař v Kanadě (1941–1946). Roku 1945 se Národní labouristická organizace rozpustila a MacDonald se rozhodl v nastávajících volbách mandát v parlamentu neobhajovat.
Po druhé světové válce byl povolán do jihovýchodní Asie a po sloučení několika koloniálních útvarů byl jmenován generálním guvernérem Malajské unie se sídlem v Singapuru (1946–1948). Poté působil jako generální komisař pro jihovýchodní Asii a následně jako vysoký komisař pro Indie (1955–1960). Nakonec přesídlil do Afriky, kde byl v roce 1963 jmenován guvernérem v Keni. Ve snaze uchovat tuto zemi v systému Britského impéria došlo ke státoprávní úpravě statutu Keni v rámci Commonwealthu a v prosinci 1963 byl Macdonald povýšen na generálního guvernéra. O rok později byla v Keni vyhlášena republika a nezávislost na Spojeném království a ke dne 12. prosince 1964 zde Macdonald své působení ukončil.[zdroj?]
Od mládí se pokoušel uplatnit jako spisovatel, jeho beletristické pokusy ale zůstaly bez úspěchu. Jako amatérský ornitolog později v několika knihách vydal výsledky svého zkoumání ptactva v různých částech světa, které navštívil. Své cesty po Kanadě během druhé světové války zpracoval v knize Down North vydané v roce 1943 univerzitou v Torontu. Kromě toho publikoval řadu novinových článků. Byl také významným sběratelem umění a své sbírky převážně čínské keramiky později věnoval různým institucím po celém světě. V závěru života zastával čestnou funkci kancléře univerzity v Durhamu (1971–1981). Byl též nositelem Řádu Za zásluhy.
V roce 1946 se v Kanadě oženil s Audrey Rowleyovou (1915–2015), s níž měl jednu dceru, adoptoval také její dvě děti z prvního manželství.[zdroj?]